# 小行星1151
小行星1151（1151 Ithaka）是一颗围绕太阳公转的小行星。1929年9月8日，卡爾·威廉·萊茵姆特在海德堡发现了此天体。
該小行星以希臘的伊薩基島命名。
这颗小行星的绝对星等为122.4031166816532等。